# Klinopirokseny
Klinopirokseny – podgrupa piroksenów charakteryzujących się jednoskośną strukturą krystaliczną. Najczęściej występującymi minerałami z tej grupy są egiryn, augit i diopsyd.